# Canal résinifère

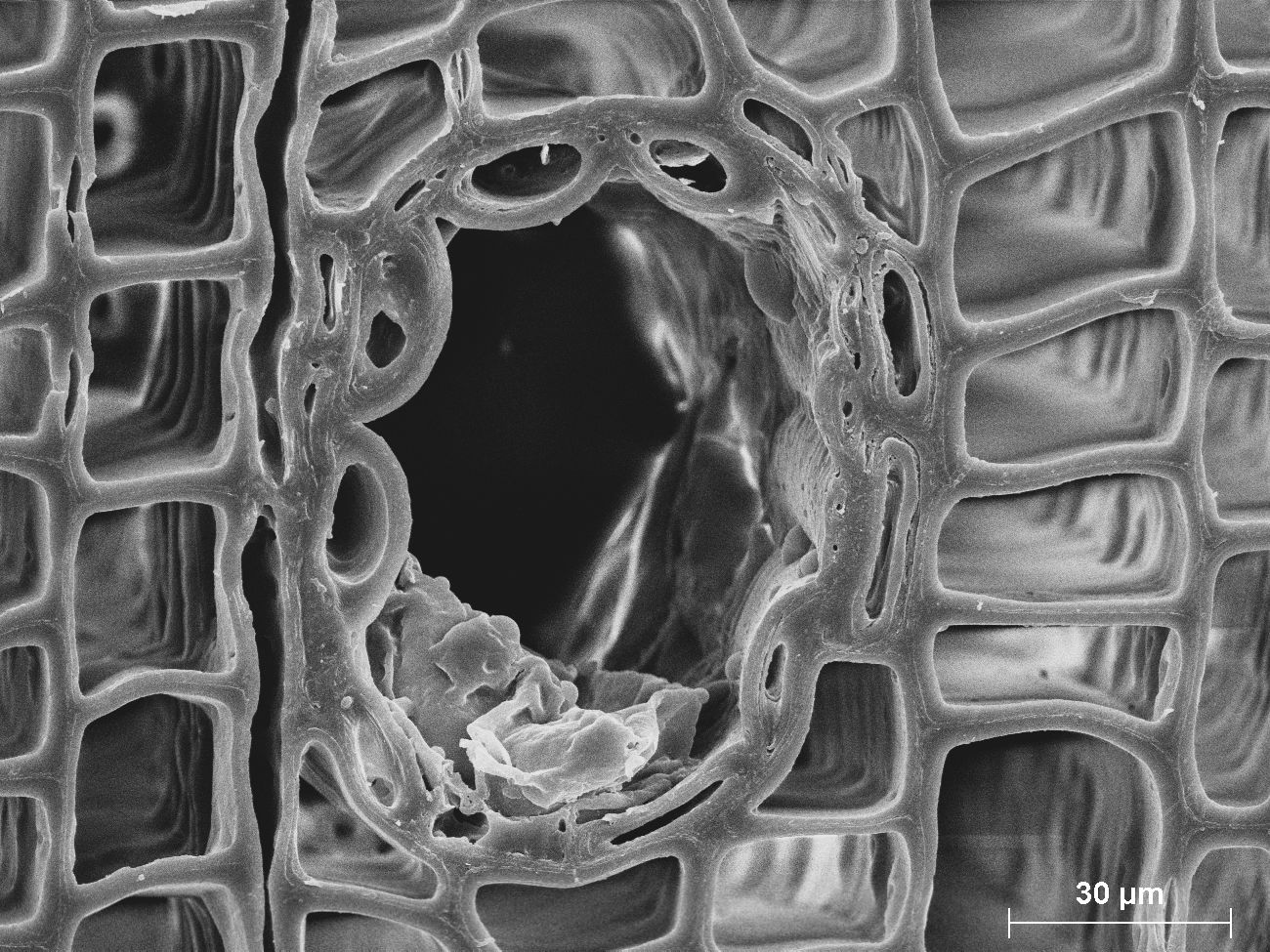
Coupe d'un canal résinifère de l'épicéa Picea abies.

Canaux résinifères dans bloc de bois de Pin maritime, d'après Gaussen et als Précis de Botanique, 1982.

Un canal résinifère est une cavité tubulaire, de longueur variable, formée par une ou plusieurs couches de cellules de parenchyme dont la plus interne est sécrétrice. Ces cellules sécrètent une oléorésine dans la lumière du canal.
Les canaux résinifères se développent dans deux directions :
- axiale : issus des initiales fusiformes du cambium, ils sont disséminés dans les trachéides axiales, conduisant la sève brute ;
- radiale : issus des initiales des rayons, ils sont localisés dans des rayons élargis ;

Les deux types coexistent toujours. Les canaux se joignent en divers points en formant un réseau.
Les canaux résinifères normaux sont formés chaque année par le cambium, plutôt à la fin de la saison de végétation. Ils sont nombreux et régulièrement répartis dans la masse du bois.
Il peut aussi se former des canaux résinifères traumatiques à la suite d'une blessure de l'assise cambiale. Groupés en grand nombre, en série tangentielles, ils forment alors des « poches de résine », bien visibles à l’œil nu.
Les canaux résinifères normaux ne se trouvent que chez quatre genres : Pinus, les pins, Larix, les mélèzes, Pseudotsuga les douglas, et Picea, les épicéas. Ils sont bordés de cellules sécrétrices à parois minces chez Pinus et à parois épaisses chez les trois autres genres.
Les pins possèdent les canaux résinifères les plus gros et donc les plus visibles à l’œil nu. Par contre chez l'épicéa, les canaux résinifères sont plus petits, moins nombreux et donc plus difficile à percevoir. Les sapins (Abies) ne possèdent pas de canaux résinifères.